# Leek, Staffordshire
Leek este un oraș în comitatul Staffordshire, regiunea West Midlands, Anglia. Orașul se află în districtul Staffordshire Moorlands a cărui reședință este. 